# Humberto Rosa
Humberto Jorge Rosa (Buenos Aires, 8 aprile 1932 – Padova, 8 settembre 2017) è stato un calciatore e allenatore di calcio argentino naturalizzato italiano, di ruolo centrocampista.

## Carriera

### Giocatore

#### Club

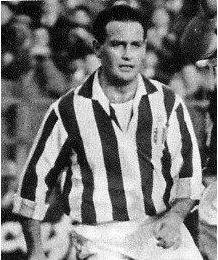
Rosa in azione alla Juventus nella stagione 1961-1962

Dopo aver fatto tutta la trafila delle giovanili nella squadra della sua città, il Rosario Central, Rosa debutta appena sedicenne nella massima serie argentina. Ne seguirono annate nelle quali si mise in evidenza tanto da suscitare l'interesse sia di squadre nazionali che straniere. Nel dicembre 1954 viene acquistato per la somma di 1.250.000 pesos moneda (circa 30 milioni di lire dell'epoca) dalla squadra italiana della Sampdoria. Appena il tempo di convolare a nozze con Livia Sappietro che il giovane Humberto si trasferisce a Genova, dove debutta nel campionato di Serie A il 2 gennaio 1955, nel pareggio interno contro il Catania (1-1), segnando tra l'altro la rete doriana. Nella prima stagione genovese disputa 20 gare segnando 8 reti. Confermato nell'annata successiva, nonostante le 28 presenze segna solo 2 reti. 
Nell'estate 1956 viene ceduto al Padova allenato da Nereo Rocco, divenendo per il successivo lustro uno degli elementi cardine della formazione biancoscudata e venendone ricordato come «l'architetto del centrocampo». Con i patavini fu tra i protagonisti della stagione 1957-1958 che valse loro il terzo posto in campionato, tuttora il miglior risultato della squadra in massima serie. Nelle cinque annate padovane disputa 150 gare segnando 19 reti.
Nella stagione 1961-1962 Rocco lascia Padova per trasferirsi al Milan, mentre Rosa coglie l'occasione di andare alla Juventus quale possibile successore di Giampiero Boniperti, nel frattempo ritiratosi dal calcio agonistico. Sarà una stagione particolarmente complicata per i colori bianconeri, e nonostante compagni di valore quali Sívori e Charles il campionato si conclude con un deludente tredicesimo posto. Rosa trova modo tuttavia di debuttare in Coppa dei Campioni dove i torinesi raggiungono i quarti di finale, sconfitti solo alla gara di spareggio di Parigi dal Real Madrid (casa 0-1, fuori 1-0, spareggio 1-3); 5 le gare europee disputate da Rosa con i bianconeri, con 2 reti segnate. In quello stesso anno in Coppa Italia la Juventus viene eliminata inopinatamente in semifinale dalla SPAL; 4 presenze e 1 rete per Rosa.
Nell'estate 1962 Rosa viene ceduto al Napoli con cui disputa gli ultimi due campionati della sua carriera agonistica. Non saranno stagioni ricche di soddisfazioni dato che con i partenopei retrocede immediatamente in Serie B, mentre l'annata successiva tra i cadetti si conclude con un ottavo posto.
Complessivamente Rosa ha disputato 240 gare in Serie A, segnando 31 reti. Ufficiosamente ha indossato anche la maglia della Lazio, con cui disputò solamente 3 gare in una tournée amichevole nel 1957.

#### Nazionale
Dopo essere stato naturalizzato italiano, il 29 novembre 1959 Rosa debutta con la maglia della nazionale B, in occasione di un'amichevole persa a Budapest contro l'Ungheria (0-2). Rimarrà questa l'unica esperienza azzurra di Rosa.

### Allenatore
In seguito si dedicò alla carriera di allenatore tornando inizialmente al Padova, dove subentra dalla diciannovesima giornata a Serafino Montanari durante il campionato di Serie B 1965-1966. In biancoscudato rimane anche nelle successive quattro stagioni, ottenendo il suo miglior risultato in panchina con l'accesso alla finale della Coppa Italia 1966-1967, con i patavini all'epoca militanti in Serie B, e superati di misura dal più blasonato Milan. Nella stagione 1968-1969 non riesce a salvare il Padova dalla retrocessione in Serie C; confermato, sarà esonerato dopo poche giornate del campionato successivo.
Nella stagione 1970-1971 scende di categoria subentrando a Celestino Celio sulla panchina del Sandonà. In seguito allenerà anche Siracusa, Latina, Udinese, Pro Patria, Venezia, ancora Sandonà, e infine Rovigo.